# بويار بوكوشي
بويار بوكوشي (من مواليد 13 مايو 1947 في سوفا ريكا، يوغوسلافيا الاتحادية، كوسوفو حاليا) هُو سياسي كوسوفي. كان وزير الرعاية الصحية في كوسوفو في حكومة هاشم ثاتشي الأولى. شغل كذلك منصب رئيس وزراء جمهورية كوسوفا المُعلنة من جانب واحد في الفترة من 1991 إلى 2000. تخرج بوكوشي من كلية الطب في جامعة بلغراد. بوكوشي هو أحد مؤسسي حزب الرابطة الديمقراطية لكوسوفو.